# Nuevobius cottus
Nuevobius cottus är en mångfotingart som beskrevs av Crabill 1960. Nuevobius cottus ingår i släktet Nuevobius och familjen stenkrypare. Inga underarter finns listade i Catalogue of Life.